# Kristin Demann
Kristin Demann, née le 7 avril 1993 à Gehrden, est une footballeuse internationale allemande. Elle joue actuellement au VfL Wolfsburg.

## Biographie
Formé au FC Bennigsen, Demann fait un bref passage au TSV Havelse avant d'intégrer la réserve du FFC Turbine Potsdam. Elle enchaîne plusieurs matchs avec cette équipe B mais doit se contenter d'un rôle de remplaçante au sein de l'équipe première, ne jouant que cinq matchs en trois saisons et marquant un but contre le Lokomotive Leipzig, le 11 décembre 2011. Entre-temps, elle est sélectionnée à plusieurs reprises dans les équipes nationales de jeunes et remporte l'Euro féminin des moins de 19 ans 2011.
Prêté au TSG 1899 Hoffenheim lors de la saison 2013-2014, Demann intègre pleinement cette équipe à partir de l'année 2014. Après trois saisons pleines et une arrivée en équipe d'Allemagne, elle signe avec le Bayern Munich. Après la saison 2016-2017, elle est sélectionnée pour l'Euro 2017 et dispute sa première grande compétition internationale. 

## Statistiques
Le tableau ci-dessous retrace la carrière de Kristin Demann depuis ses débuts :

### En club
| Saison                | Club                  | Championnat           | Championnat | Championnat | Coupe(s) nationale(s) | Coupe(s) nationale(s) | Compétition(s) continentale(s) | Compétition(s) continentale(s) | Compétition(s) continentale(s) | Total | Total |
| Saison                | Club                  | Division              | M.          | B.          | M.                    | B.                    | Comp.                          | M.                             | B.                             | M.    | B.    |
| 2010-2011             | FFC Turbine Potsdam   | Bundesliga            | 1           | 0           | -                     | -                     | -                              | -                              | -                              | 1     | 0     |
| 2011-2012             | FFC Turbine Potsdam   | Bundesliga            | 1+6         | 1+0         | 1                     | 0                     | -                              | -                              | -                              | 8     | 1     |
| 2012-2013             | FFC Turbine Potsdam   | Bundesliga            | 3           | 0           | -                     | -                     | -                              | -                              | -                              | 3     | 0     |
| Sous-total            | Sous-total            | Sous-total            | 11          | 1           | 1                     | 0                     | -                              | -                              | -                              | 12    | 1     |
| 2013-2014             | TSG Hoffenheim (prêt) | Bundesliga            | 22          | 1           | 2                     | 2                     | -                              | -                              | -                              | 24    | 3     |
| 2014-2015             | TSG Hoffenheim        | Bundesliga            | 22          | 4           | 2                     | 1                     | -                              | -                              | -                              | 24    | 5     |
| 2015-2016             | TSG Hoffenheim        | Bundesliga            | 22          | 2           | 2                     | 0                     | -                              | -                              | -                              | 24    | 2     |
| 2016-2017             | TSG Hoffenheim        | Bundesliga            | 21          | 3           | 2                     | 1                     | -                              | -                              | -                              | 23    | 4     |
| Sous-total            | Sous-total            | Sous-total            | 87          | 10          | 8                     | 4                     | -                              | -                              | -                              | 95    | 14    |
| 2017-2018             | Bayern Munich         | Bundesliga            | 14          | 2           | 3                     | 1                     | C1                             | 2                              | 0                              | 19    | 3     |
| 2018-2019             | Bayern Munich         | Bundesliga            | 14          | 0           | 2                     | 0                     | C1                             | 7                              | 1                              | 23    | 1     |
| 2019-2020             | Bayern Munich         | Bundesliga            | 12          | 0           | -                     | -                     | C1                             | 2                              | 0                              | 14    | 0     |
| 2020-2021             | Bayern Munich         | Bundesliga            | 3           | 1           | 1                     | 0                     | C1                             | -                              | -                              | 4     | 1     |
| 2021-2022             | Bayern Munich         | Bundesliga            | 4           | 0           | 1                     | 0                     | C1                             | 2                              | 0                              | 7     | 0     |
| Sous-total            | Sous-total            | Sous-total            | 47          | 3           | 7                     | 1                     | -                              | 13                             | 1                              | 67    | 5     |
| 2021-2022             | Bayern Munich II      | 2.Bundesliga          | 2           | 0           | -                     | -                     | -                              | -                              | -                              | 2     | 0     |
| Sous-total            | Sous-total            | Sous-total            | 2           | 0           | 0                     | 0                     | -                              | 0                              | 0                              | 2     | 0     |
| 2021-2022             | FC Cologne (prêt)     | Bundesliga            | 8           | 0           | -                     | -                     | -                              | -                              | -                              | 8     | 0     |
| Sous-total            | Sous-total            | Sous-total            | 8           | 0           | 0                     | 0                     | -                              | 0                              | 0                              | 8     | 0     |
| 2022-2023             | VfL Wolfsburg         | Bundesliga            | 5           | 0           | 4                     | 0                     | C1                             | 1                              | 0                              | 10    | 0     |
| 2023-2024             | VfL Wolfsburg         | Bundesliga            | 4           | 0           | 2                     | 0                     | C1                             | -                              | -                              | 6     | 0     |
| Sous-total            | Sous-total            | Sous-total            | 9           | 0           | 6                     | 0                     | -                              | 1                              | 0                              | 16    | 0     |
| Total sur la carrière | Total sur la carrière | Total sur la carrière | 166         | 15          | 22                    | 5                     | -                              | 14                             | 1                              | 202   | 21    |

## Palmarès
- Championne d'Allemagne en 2011 et 2012 avec Turbine Potsdam.
- Vainqueur du Championnat d'Europe des moins de 19 ans en 2011.
- Vainqueur du Championnat d'Allemagne de football féminin en 2021 avec Bayern Munich
- Vainqueur de la Coupe d'Allemagne féminine de football en 2023 avec VfL Wolfsburg